# Furacão Rick (2009)
O furacão Rick foi o segundo ciclone tropical mais intenso no oceano Pacífico Nordeste e o ciclone tropical mais intenso já registrado num mês de outubro na região. Formando-se de uma área de perturbações meteorológicas a várias centenas de quilômetros a sul-sudeste de Acapulco, México, em 15 de outubro, Rick intensificou rapidamente numa região com condições meteorológicas favoráveis para o seu desenvolvimento. Com baixo cisalhamento do vento, grande umidade e temperatura da superfície do mar alta, o ciclone intensificou-se rapidamente, tornando-se um furacão apenas 24 horas depois de ser declarado como uma depressão tropical. Um olho começou a se formar durante a tarde de 16 de outubro. Após o estabelecimento de seu núcleo intenso, Rick passou por outro período de intensificação explosiva. Durante a tarde de 17 de outubro, o furacão atingiu a intensidade equivalente a um furacão de categoria 5 na escala de furacões de Saffir-Simpson. Várias horas depois, Rick atingiu o seu pico de intensidade como o segundo mais intenso furacão em toda a história registrada no Pacífico Nordeste, com ventos máximos sustentados de 285 km/h e uma pressão atmosférica central mínima de 906 hPa.
Após manter essa intensidade por várias horas, Rick começou a se enfraquecer em resposta a uma combinação de um ciclo de substituição da parede do olho e o aumento do cisalhamento do vento. Em 19 de outubro, o furacão se enfraqueceu para um furacão de categoria 3, e para uma tempestade tropical no dia seguinte assim que o ciclone começou a seguir para nordeste, em direção à costa do México. Em 21 de outubro, Rick continuou a seguir rapidamente para nordeste, afetando o extremo sul da península da Baixa Califórnia antes de atingir a costa mexicana, perto de Mazatlán, com ventos de 90 km/h. Várias horas depois de atingir a costa, o último aviso do NHC foi divulgado assim que a tempestade se enfraqueceu para uma depressão tropical e se dissipou sobre o relevo montanhoso do noroeste do México.
Antes de Rick atingir a costa, o NHC inicialmente previu que Rick iria atingir o sul da península da Baixa Califórnia como um furacão de categoria 2. Em resposta a isso, alertas de furacão foram emitidos para partes da península e as autoridades locais ordenaram várias centenas de moradores a saírem das áreas baixas. Avisos de tempestade tropical substituíram os alertas de furacão depois que Rick se enfraqueceu para uma tempestade tropical. No geral, os impactos de Rick foram significativamente inferiores ao que se esperava inicialmente previsto. Em todo o México, três pessoas foram mortas pela tempestade, uma em Oaxaca e dois em Baja California Sur.

## História meteorológica

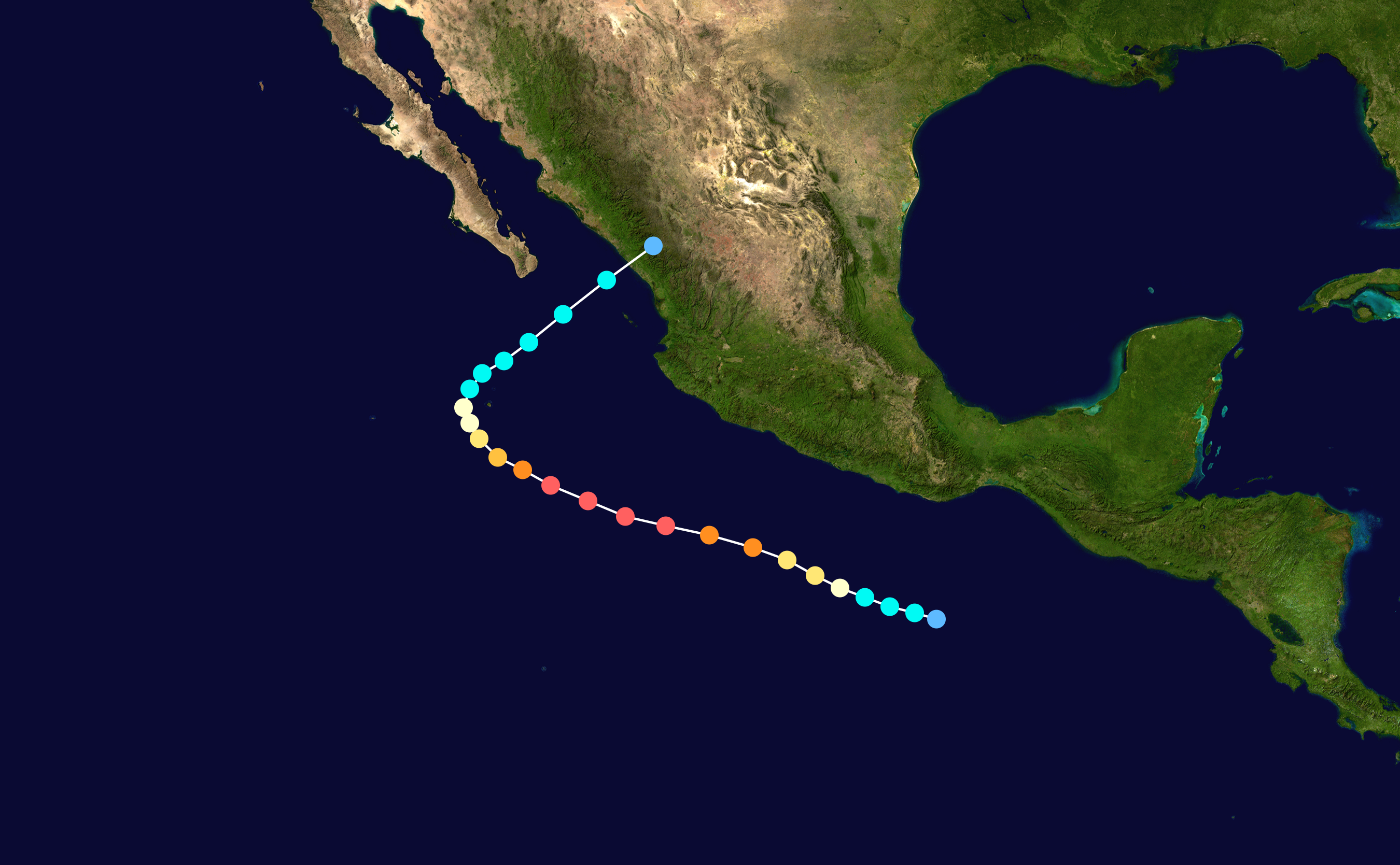
O caminho de Rick

O furacão Rick originou-se de uma área de perturbações meteorológicos associada a uma onda tropical em 13 de outubro, a várias centenas de quilômetros a sudeste da Costa Rica. Embora as condições atmosféricas estivessem favoráveis para o desenvolvimento, o sistema não ficou mais organizado durante a maior parte do dia seguinte. Na manhã de 15 de outubro, a onda começou a produzir mais atividade convectiva e, finalmente, gerou uma área de baixa pressão a cerca de 765 km a sul-sudoeste de Puerto Ángel, México. Naquela tarde (UTC), o Centro Nacional de Furacões (NHC) informou que o sistema estava se tornado cada vez mais organizado e estava prestes a se tornar uma depressão tropical mais tarde naquele dia. Por volta das 21:00 UTC, o NHC afirmou que a área de baixa pressão tinha se tornado uma depressão tropical, a vigésima da temporada de furacões no Pacífico de 2009. A tempestade exibia bons fluxos de saída em todas as direções. As condições meteorológicas, tais como baixo cisalhamento do vento, alto índice de umidade e temperaturas acima da média da superfície do mar na trajetória do sistema estavam excepcionalmente favoráveis para o desenvolvimento rápido do ciclone. Além disso, a tempestade estava sendo guiada por uma crista de baixos e médios níveis sobre o México.
Seis horas depois de ser declarado como uma depressão, o sistema rapidamente se fortaleceu para uma tempestade tropical, e ganhou o nome "Rick". Áreas de convecção profunda começaram a envolver todo o centro do sistema. No início da madrugada (UTC) de 16 de outubro, uma parede do olho irregular começou a se desenvolver e, algumas horas mais tarde, Rick intensificou-se para um furacão de categoria 1 na escala de furacões de Saffir-Simpson, com ventos máximos sustentados 120 km/h. A rápida intensificação foi abastecida pelas águas oceânicas superficiais a 30°C, vários graus acima da média. Na noite de 16 de outubro, imagens de satélite no canal micro-ondas mostraram a presença de um olho bem definido. No entanto, a presença do olho não estava sendo notado em imagens no canal infravermelho naquele momento. Apesar disso, o NHC classificou Rick para um furacão de categoria 2, com ventos de até 155 km/h. Na manhã seguinte, a tempestade intensificou-se para um "grande furacão", ou seja, Rick atingiu a intensidade de um furacão de categoria 3 ou superior na escala de furacões de Saffir-Simpson. O olho era claramente visível em imagens de satélite, e áreas de convecção profunda, cujos topos exibiam temperaturas inferiores a -80 °C na alta troposfera, continuaram a cercar o centro do furacão, indicando que Rick era um intenso ciclone tropical naquele momento. Menos de 40 minutos após essa afirmação, o NHC emitiu um aviso especial afirmando que Rick se intensificara ainda mais, atingindo a intensidade de um furacão de categoria 4.

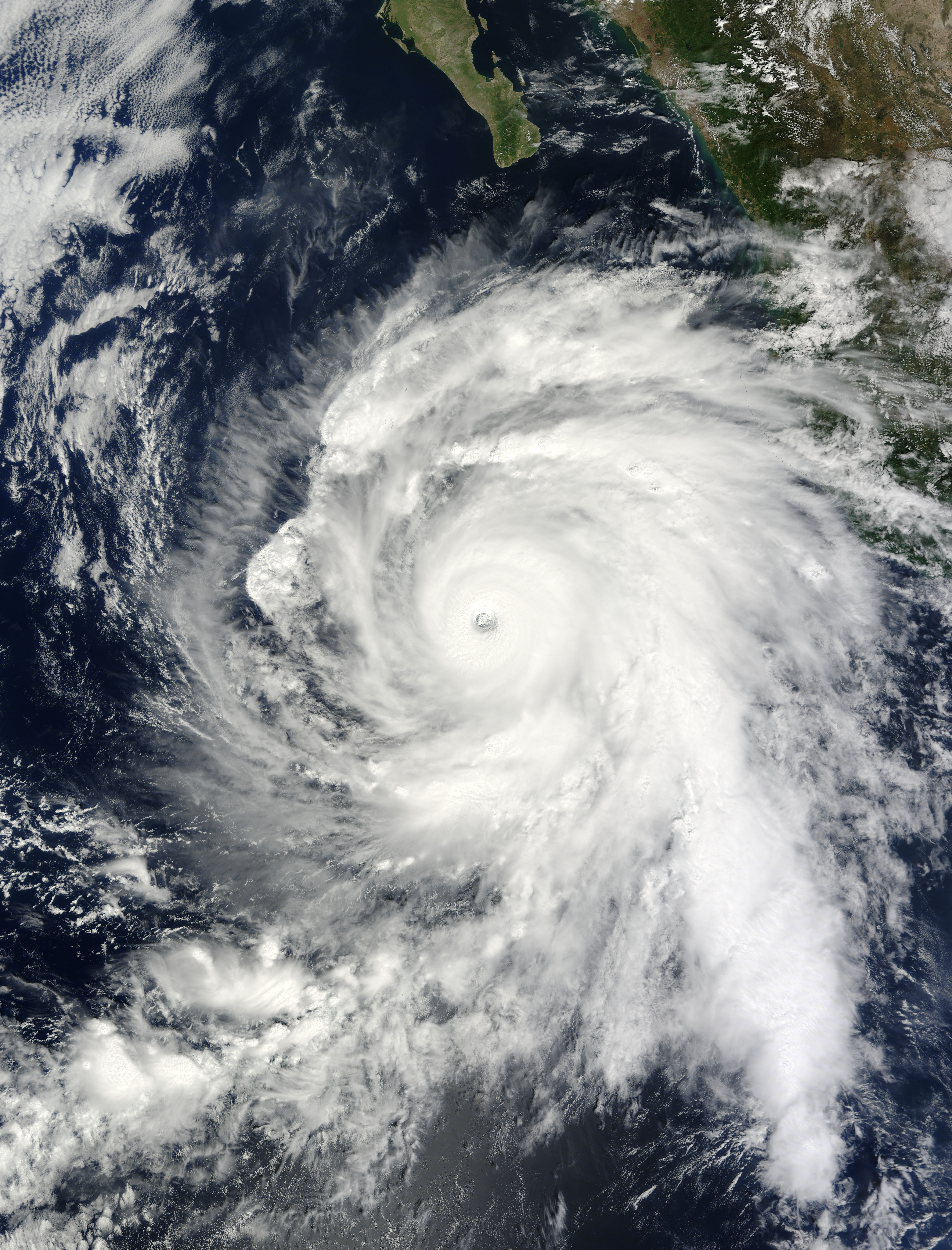
O furacão Rick enfraquecendo-se em 18 de outubro

Continuando a ganhar força, Rick exibia ventos de até 220 km/h durante a maior parte de 17 de outubro. Formou-se então uma parede do olho exterior, indicando a formação de um segundo olho concêntrico e muitas vezes maior do que o primeiro, indicando o início de um ciclo de substituição da parede do olho. Porém, o olho do furacão ficou muito bem definido e quase sem nuvens, medindo aproximadamente 18,5 km de diâmetro. Além da rápida intensificação, Rick também foi crescendo em tamanho. Naquela tarde, o raio de ventos máximos com intensidade equivalente a uma tempestade tropical estendia-se a 250 km do centro da tempestade, com um diâmetro máximo de 485 km. Às 22:10 (UTC), o NHC emitiu um segundo aviso especial sobre Rick, desta vez informando que a tempestade tinha se tornado um furacão de categoria 5, a primeira na bacia desde o furacão Kenna, em 2002. Por volta das 03:00 (UTC) de 18 de outubro, Rick atingiu o seu pico de intensidade como o segundo furacão mais intenso já registrado no Oceano Pacífico Nordeste; os ventos máximos sustentados na parede do olho atingiram 285 km/h e a pressão atmosférica central mínima ficou em apenas 906 hPa. A pressão atmosférica no olho do furacão não foi medida diretamente devido ao afastamento de Rick da costa mexicana, o que tornou desnecessário a presença de aviões caçadores de furacões. Lixion Avila, um especialista sênior em furacões do NHC descreveu apresentação de Rick em imagens de satélite naquele momento como "espetacular".
Rick manteve o seu pico de intensidade por cerca de duas horas. O NHC estimou que o pico de intensidade de Rick ocorreu entre 02:00 e 04:00 (UTC) de 18 de outubro, antes de o furacão começar a se enfraquecer em resposta a um ciclo de substituição da parede do olho ciclo e ao aumento do cisalhamento do vento. Na tarde de 18 de outubro, a tempestade se enfraqueceu para o limite mínimo de um furacão de categoria 5, com ventos máximos 260 km/h. O topo das áreas de convecção profunda em torno do olho aqueceu-se ligeiramente e uma combinação de ar seco e cisalhamento do vento restringiu os fluxos de saída a oeste do furacão. Mais tarde naquele dia, Rick começou a seguir para noroeste assim que alcançou a periferia noroeste da alta subtropical que o guiava. Na madrugada de 19 de outubro, Rick foi desclassificado para um furacão de categoria 3, assim que começou a afetar extremo sul da península da Baixa Califórnia. O cisalhamento do vento e ar mais seco rapidamente adentraram o núcleo do sistema, e seu olho desapareceu mais tarde naquela manhã.
Durante a noite de 19 de outubro, o centro de Rick ficou desprovido de atividade convectiva, resultando na desclassificação do sistema por parte do NHC para uma tempestade tropical. De acordo com o meteorologista do NHC, o enfraquecimento foi "[...] quase tão rápido quanto a rápida intensificação do furacão há vários dias." A primeira missão dos aviões caçadores de furacões em Rick ocorreu durante a tarde de 20 de outubro. Durante a missão, foram registrados ventos de 100 km/h e uma pressão atmosférica de 990 hPa. Várias horas após, novas áreas de convecção profunda surgiram, com uma grande área de convecção profunda formando-se a nordeste do centro de circulação da tempestade. No entanto, a formação destas áreas de convecção profunda não refletiu uma possível reintensificação de Rick. Por volta das 14:00 (UTC) de 21 de outubro. Rick fez landfall na costa mexicana, perto da cidade de Mazatlán, com ventos de até 90 km/h. Logo em seguida, a tempestade rapidamente se enfraqueceu para uma depressão tropical e, cerca de sete horas depois de seguir sobre terra, a circulação de superfície de Rick dissipou-se sobre o relevo montanhoso do noroeste do México.

## Preparativos e impactos

### México

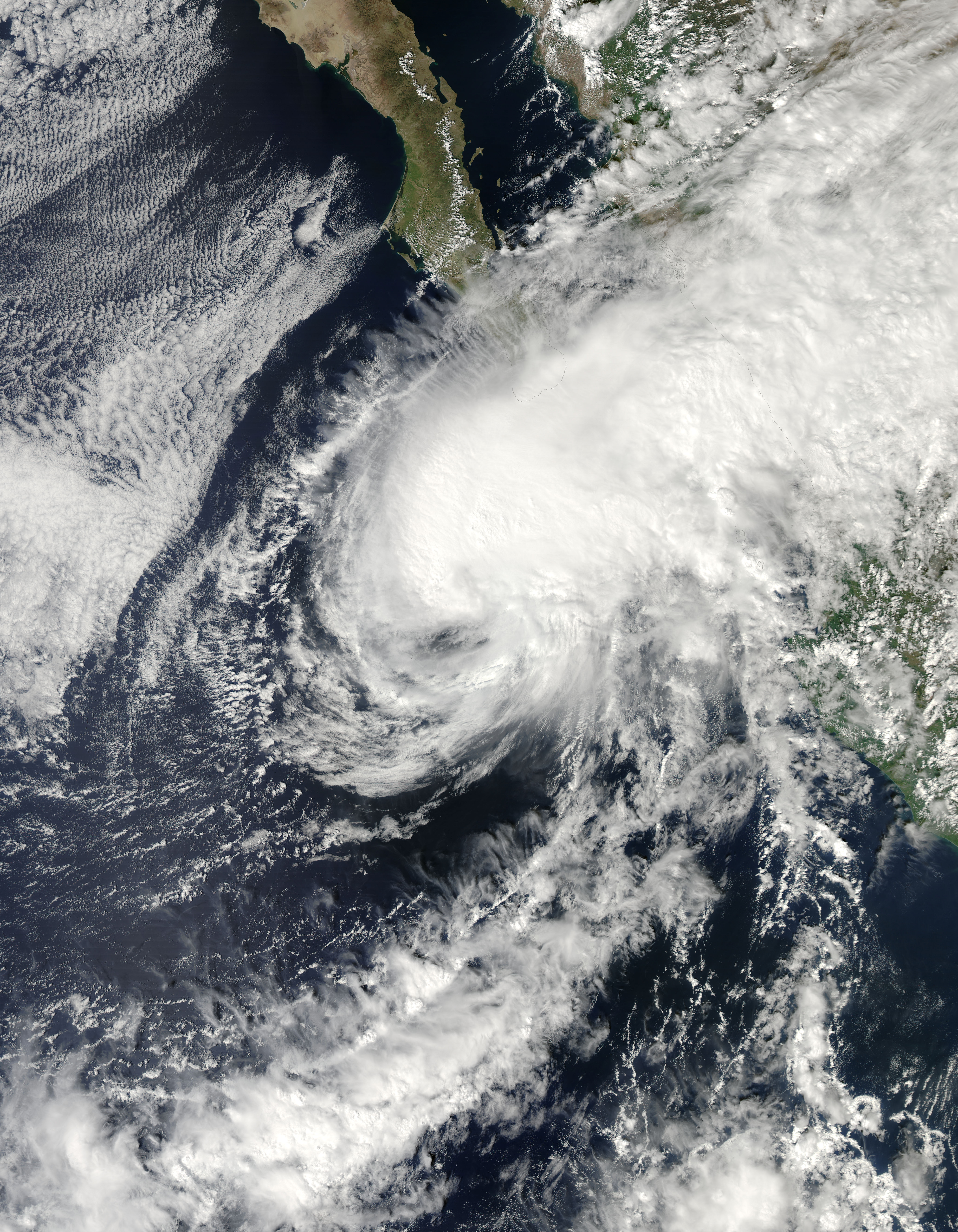
A tempestade tropical Rick aproximando-se da costa mexicana em 20 de outubro

Assim que Rick intensificou-se para um furacão, as autoridades no estado mexicano de Oaxaca fecharam as praias e avisaram para a população para que não se aventurasse no mar. Um alerta de chuvas fortes associadas à tempestade também foi posto em vigor para a população ao longo do litoral do México, mais especificamente em torno de Acapulco. As autoridades proibiram a navegação de barcos pequenos devido ao mar agitado produzido pelo furacão Rick. A população em torno do cidade também foi advertida sobre a possibilidade de deslizamentos de terra e fortes chuvas associadas com as bandas externas de tempestade do furacão. Assim que Rick se tornou um furacão de categoria 4, as autoridades mexicanas elevaram o nível de alerta nos estados de Guerrero, Michoacán e Jalisco, e avisaram a população para tomar cuidado extremo. Em Sonora, o governo local colocou 14 municípios sob alerta azul, que significa que há uma tempestade tropical para chegar; o alerta foi substituído por um alerta amarelo para os municípios de Álamos, Benito Juárez, Navojoa, Etchojoa e Huatabampo em 18 de outubro.
Na madrugada de 19 de outubro, o governo do México emitiu um alerta de furacão para as áreas da costa do estado de Baja California Sur, entre Santa Fé e San Evaristo. Logo em seguida, as autoridades da região começaram a planejar a abertura de abrigos e começar a retirar os residentes de áreas baixas Mais tarde naquele dia, o alerta foi substituído por um aviso de tempestade tropical assim que Rick enfraqueceu-se para uma tempestade tropical. Em 20 de outubro, um novo alerta de tempestade tropical foi emitido para o México continental, para as zonas entre El Roblito e Altata. Pouco depois, as autoridades locais abriram nove abrigos na região. No entanto, as escolas ficaram abertas até indicação em contrário. No final do dia, o aviso de tempestade tropical para a Baixa Califórnia foi descontinuado enquanto o alerta para México continental foi substituído por um aviso. Este aviso foi descontinuado em 21 de outubro assim que Rick dissipou-se sobre as montanhas do noroeste do México. Vários cruzeiros foram afetados pela tempestade em todo sul de Baja Califórnia. O Carnival Splendor teve que ancorar subitamente assim que a tempestade se formou, e atrasou a sua chegada em Cabo San Lucas por vários dias. O Carnival Spirit programado para atracar em Acapulco em 21 de outubro, atrasou a sua chegada até 22 de outubro. A Sapphire Princess remarcou seus planos de viagem, mantendo-se perto de San Francisco, Califórnia, por vários dias adicionais ao invés de viajar para o sul. O Norwegian Star ignorou seu ancoramento previsto em Cabo San Lucas e manteve-se no mar até que a passagem de Rick. Outros cruzeiros afetados pela tempestade incluem a Radiance of the Seas, Mariner of the Seas, Veendam e Statendam.
Escolas de todo o sul de Sinaloa sul foram fechadas por dois dias, começando em 21 de outubro, devido à chegada da tempestade tropical Rick. Residentes em áreas baixas foram instados a evacuar suas residências devido tanto à maré de tempestade quanto pelas enchentes, já que era previsto chuvas entre 76 e 150 mm. Apesar de estar a várias centenas de quilômetros da costa, rajadas de vento de até 65 km/h foram registradas ao longo das áreas costeiras em Michoacán. Perto da costa de Oaxaca, o mar agitado virou um barco que transportava três pessoas. Dois dos passageiros foram resgatados, mas o terceiro foi encontrado morto. Grandes swells produzidos pela tempestade resultaram na morte de uma pessoa no extremo sul da península da Baixa Califórnia 19 de outubro. Outra fatalidade ocorreu na mesma região depois que um menino foi levado pelo mar agitado na praia. Cerca de 320 pessoas perto de Cabo San Lucas foram retiradas devido à ameaça de enchentes. Relatos perto da cidade também indicam que não houve danos estruturais e problemas significativos de tráfego devido às enchentes ou a deslizamentos de terra. Em Mazatlán, perto de onde Rick atingiu a costa, ventos fortes derrubaram árvores e semáforos, deixando muitos moradores sem o fornecimento de eletricidade. Chuva forte também foi relatada durante a passagem da tempestade.

### Estados Unidos
Embora Rick não fosse mais um ciclone tropical, a umidade remanescente de Rick reforçou uma forte frente fria sobre as Grandes Planícies dos Estados Unidos. Tempestades severas ocorreram em partes dos estados do sul, e pelo menos três tornados atingiram o estado da Luisiana. Um desses tornados danificou mais de 10 construções, destruiu um silo de grãos, uma carreta capotou e vários moradores ficaram sem o fornecimento de eletricidade.  Mais a norte, o sistema trouxe chuvas torrenciais para o nordeste e partes do sul do Canadá.
No Texas, os sistema remanescente de Rick produziu chuvas torrenciais, chegando 237 mm numa determinada região. Os meteorologistas previram a forte intensidade da chuva, "A chuva forte foi para nós uma surpresa". Uma pessoa morreu após ser arrastada em seu jipe em uma estrada inundada. Várias casas também foram alagadas durante o evento e cerca de 300 casas ficaram sem energia elétrica. Devido às enchentes, estradas foram fechadas e algumas escolas tiveram que iniciar as aulas horas mais tarde.

## Recordes e previsões de intensidade
| Furacões mais intensos do Pacífico | Furacões mais intensos do Pacífico | Furacões mais intensos do Pacífico | Furacões mais intensos do Pacífico | Furacões mais intensos do Pacífico |
|                                    | Furacão                            | Ano                                | Pressão                            | Pressão                            |
| hPa                                | Furacão                            | Ano                                | inHg                               |                                    |
| ---------------------------------- | ---------------------------------- | ---------------------------------- | ---------------------------------- | ---------------------------------- |
| 1                                  | Patricia                           | 2015                               | 872                                | 25.75                              |
| 2                                  | Linda                              | 1997                               | 902                                | 26.64                              |
| 3                                  | Rick                               | 2009                               | 906                                | 26.76                              |
| 4                                  | Kenna                              | 2002                               | 913                                | 26.96                              |
| 5                                  | Ava                                | 1973                               | 915                                | 27.02                              |
| 5                                  | Ioke                               | 2006                               | 915                                | 27.02                              |
| 7                                  | Marie                              | 2014                               | 918                                | 27.11                              |
| 7                                  | Odile                              | 2014                               | 918                                | 27.11                              |
| 9                                  | Guillermo                          | 1997                               | 919                                | 27.14                              |
| 10                                 | Gilma                              | 1994                               | 920                                | 27.17                              |
| Fonte:                             |                                    |                                    |                                    |                                    |

Em 17 de outubro, o Rick foi classificado como um furacão de categoria 5, tornando-se o primeiro furacão dessa intensidade na bacia do Pacífico Nordeste desde o furacão Kenna em 2002 e o primeiro a leste da Linha Internacional de Data desde o furacão Ioke em 2006. Rick também se tornou o décimo terceiro ciclone desta intensidade ao leste da Linha Internacional de Data desde que os registros no Pacífico Nordeste começaram em 1949. No mesmo dia, Rick atingiu o seu pico de intensidade, com ventos máximos sustentados de 285 km/h (1 minuto sustentado) e uma pressão atmosférica central mínima de 906 hPa, tornando-se o segundo furacão mais intenso já registrado no Pacífico Nordeste, superando o furacão Kenna. Apenas o furacão Linda de 1997 foi mais intenso do que Rick, com uma pressão mínima de 902 hPa. Rick tornou-se também o segundo furacão na região a ter ventos superiores a 285 km/h, sendo o outro o furacão, com ventos de até 300 km/h.
Após ser declarado como uma depressão tropical em 15 de outubro, modelos de previsão de ciclones tropicais já previam a rápida intensificação do sistema devido às condições meteorológicas excepcionalmente favoráveis na trajetória prevista do ciclone. O modelo meteorológico denominado Hurricane Weather Research and Forecasting previu que Rick poderia alcançar uma pressão central mínima inferior a 900 hPa, intensidade que ainda não foi atingido por qualquer furacão no Pacífico Nordeste em toda a história. O modelo denominado "Statistical Hurricane Intensity Prediction Scheme" previu cerca de 60% de probabilidade de rápida intensificação em 24 horas. Esse percentual aumentou para 82% várias horas mais tarde, percentual 11 vezes maior do que a média climatológica. Ainda no seu segundo aviso regular sobre Rick, quanto este ainda era uma fraca tempestade tropical, os meteorologistas do Centro Nacional de Furacões já indicavam que Rick poderia se tornar um furacão de categoria 4 em 19 de outubro. No entanto, na sua previsão oficial também indicava que Rick poderia se intensificar mais rapidamente do que a previsão inicial tinha mostrado. Assim que Rick havia se tornado um furacão de categoria 2 em 16 de outubro, o NHC aumentou a intensidade máxima prevista para Rick para 220 km/h.
A primeira menção sobre a probabilidade de Rick se tornar um furacão de categoria cinco foi feito no sétimo aviso regular do NHC em 17 de outubro. Na sua previsão, os meteorologistas do NHC indicavam que Rick tinha 10% de chance de atingir essa intensidade dentro de 36 horas. Várias horas depois, um aviso especial de atualização foi emitido. A nova previsão feita indicava que o pico de intensidade de Rick estaria logo abaixo da intensidade de um furacão de categoria 5, com ventos máximos sustentados de 250 km/h. Nas primeiras horas de 17 de outubro, as previsões do NHC já indicavam que Rick iria alcançar a categoria 5 na escala de furacões de Saffir-Simpson.